# Ana Catarina Alves
Ana Catarina Lira Alves (Rio de Janeiro, 9 de dezembro de 1948) é uma empresária e política brasileira que foi deputada federal pelo Rio Grande do Norte.

## Biografia
Filha de Aluizio Alves e Ivone Lira Alves. Descendente de uma das mais numerosas famílias políticas do país, fez carreira como empresária antes de eleger-se vereadora em Natal pelo PTR em 1988 e ao longo do mandato ingressou no PFL pelo qual disputou a prefeitura da capital potiguar em 1992 perdendo a vaga no segundo turno para seu irmão gêmeo Henrique Eduardo Alves (PMDB) num pleito vencido por Aldo Tinoco (PSB), nome apoiado pela prefeita Wilma de Faria.
Eleita suplente de deputado federal em 1994, foi convocada em 30 de outubro de 1997 para ocupar a cadeira de Iberê Ferreira, que exerceu por seis meses, o cargo de secretário de Trabalho e Ação Social do governo Garibaldi Alves Filho sendo efetivada, após o falecimento de Carlos Alberto de Sousa. Eleita deputada federal em 1998, deixou o PL, rumo ao PMDB, não sendo reeleita em 2002. Posteriormente foi nomeada do Serviço de Patrimônio da União, órgão ligado ao Ministério da Fazenda.